# Monothelétizmus
A  monothelétizmus (görög monosz – egy, valamint theló – akarni/thelészisz – akarat) keresztény tan, amely szerint Krisztusnak két természete – egy isteni és egy emberi –, de csak egy akarata van. Jézus Krisztus önálló személy ugyan, de akarata teljesen Isten kezében van.
A monotheléta tanítás a VII. században 638-től kezdve lényegében a 680–681-es VI. egyetemes (III. konstantinápolyi) zsinatig a Bizánci Birodalom hivatalosnak tekintett teológiai állásfoglalása volt. A VI. egyetemes zsinat eretnekségként ítélte el, és a mai napig tévtanításként tartják számon. A monothelétizmus ellenfelei között olyan neves személyeket találhatunk, mint Hitvalló Szent Maximosz és I. Márton római pápa.

## Előzményei
Miután 602-ben Maurikiosz császárt és fiait Phókasz (ur. 602-610) kivégeztette, trónbitorlóként maga ült a Bizánci Birodalom trónjára. Uralma alatt a birodalom mind keleten, mind nyugaton vereségeket szenvedett (előbbi területen a szászánidáktól, utóbbin pedig az avar-szláv csapatoktól), emellett eluralkodott a belső anarchia is. Amikor 610-ben Hérakleiosz, az afrikai exarchosz fia megölette (vagy megölte) Phókasz bizánci császárt és maga lépett a trónra, Szergiosz konstantinápolyi pátriárka volt az, aki megkoronázta. Kettejük között mély barátság alakult ki, ami abban is megmutatkozott, hogy amikor a császár 622-ben végre ellentámadást tudott indítani a Szászánida Birodalom ellen, akkor a főváros igazgatását Szergioszra bízta (aki 626-ban egy ostrom során a város védelmében is aktívan részt vett).
Az egyházi helyzet nem volt éppen kecsegtető, hiszen a szászánida hódítás a 610-es években bekebelezte Szíriát, Palesztinát Arméniát és Egyiptomot is. II. Huszrau szászánida uralkodó 614-ben egy "konferenciát" hívott össze Ktésziphon városában, ahol minden jelentős egyházi irányzat képviseltette magát (a khalkedóni zsinat hívei, monofiziták, nesztoriánusok). Ezen gyűlés nyomán II. Huszrau egyházpolitikájának az lett a lényege, hogy minden területen a többségben lévő irányzatot támogatta elsősorban. Így történhetett, hogy a perzsa területeken a nesztoriánusok élveztek elsőbbséget, Szíriában, Egyiptomban és Arméniában a monofiziták képviselték a többséget, míg Palesztinában voltak csupán elsőbbségi helyzetben a khalkedóniánusok. A szászánida uralom tovább mélyítette az egyes irányzatok közti szakadékot, amikor azonban Hérakleiosz a 620-as évek végére legyőzte a Szászánida Birodalmat és visszaszerezte Szíriát, Palesztinát, Egyiptomot és Arméniát, újraindultak az egységet kereső tapogatózások. Ennek egyik lulcsa volt a Szergiosz pátriárka által ajánlott monoenergizmus , mely szerint Krisztusnak két természete (phüszisz) van, de csak egy tevékenysége (energeia). Az "egy tevékenység" tana kezdetben sikereket aratott az egyház újraegyesítése terén, hiszen mind a nesztoriánusok, mind a monofiziták, mind a khalkedóniánusok között akadtak támogatói. A nesztoriánusok tekintetében azért volt előnyös a monoenergista formula, mert a korai nesztoriánus teológiában volt olyan állítás, amely azt fogalmazta meg, hogy Krisztus két természete az egy megjelenési módjának (prószopon) tevékenységében egyesül. A monofizitáknál a formula elfogadását valószínűleg elősegítette, hogy a VI. század legnagyobb monofizita teológusa, Antiókhiai Szevérosz  maga írta egyik művében, hogy "mert egy, mégpedig a cselekvő, a megtestesült Ige, egy a tevékenység". Khalkedóniánus oldalon pedig sokan nem láttak ebben teológiai tévedést, hiszen a "két természet" tana ezzel az ő szemükben nem sérült. Ennek eredményeként 628-ban egy theodosziupoliszi tárgyalás keretében a perzsiai nesztoriánusok II. Isójahb katholikosz vezetésével újraegyesültek a birodalmi egyházzal, 630 környékén ugyanezt megtették az örmények is Ezr katholikosszal az élen, 633-ban pedig Phasziszi Kürosz pátriárka kiadta Kilenc fejezet című iratát, amely monoenergista alapon értelmezte a khalkedóni zsinatot, ezen írást pedig az egyiptomi keresztények egy része elfogadta, és ők szintén csatlakoztak a birodalmi egyházhoz, ami hatalmas eredmény volt. Az ekkor éppen Alexandriában járó palesztinai szerzetes, Szóphroniosz azonban elolvasva az iratot eretnekséges vélt felfedezni benne. A nyolcvanas éveiben járó idős szerzetes elsősorban kiemelte, hogy a Kilenc fejezet által felhasznált Ál-Areiopagita Dénestől származó idézet hamis, hiszen úgy idézik, hogy "egyetlen istenemberi tevékenység" (mia thenadriké energeia), míg az eredeti irat úgy fogalmaz "valami új, az istenemberi tevékenység" (kainén tina tén theandrikén energeian). Ez azért fontos, mert az eredetiben nem fogalmazza meg a valószínűleg V. századi szerző, hogy "egy tevékenység".
Szóphroniosz panaszaival Konstantinápolyba utazott, ahol tárgyalt Szergiosz pátriárkával a problémáról. A pátriárka kiadott egy egyházi vezetői határozatot (Pszéphosz), melyben megtiltotta az egy vagy két tevékenységről való vitát. Az iratot hosszan idézi még ezen évben, 633-ban írt levelében, melyet I. Honorius római pápának címzett. Szóphroniosz elfogadta a Pszéphoszt és hazatért, ahol 634-ben jeruzsálemi patriarchává választották. Ekkor adta ki zsinati levelét, melyben leírta hitvallását és teológiai álláspontját. Ebben többek között finoman bár, de elvetette a monoenergizmust (illetve megásta a monothelétizmus sírjának alapjait is), mivel azt vallotta, hogy ha Krisztus két természetének nem volt két külön akarata, akkor az embersége nem olyan volt, mint a miénk, viszont akkor nem olyan emberré lett, mint mi. Ez pedig alapjaiban kérdőjeleket vetne fel a megváltással kapcsolatban. Szóphroniosz zsinati levelét minden "kollégájának" megküldte, bizonyítandó ezzel ortodox hitét. Ezzel indult meg igazán a folyamat, amely a monothelétizmusig vezetett.

## Kialakulása és kezdetei
Szergiosz fentebb említett levele futott be elsőként Honoriusz pápához. Ezen levélben Szergiosz beszámolt a pápának a keleti egyesülésekről, illetve hosszasan idézte a Pszéphosz szövegét. Emellett az alábbi részt is tartalmazta: „…két akaratot tisztelnek, melyek egymással ellentétesek, amennyiben az Isten-Ige a megváltó szenvedés beteljesedését akarja, miközben a Krisztusban lévő emberség ellenáll és szembeszáll az Ő akaratával, s ebből kifolyólag kettő, ellentétes dolgokat akaró személyt vezetnek be, ami istentelenség. Mert lehetetlen egy és ugyanazon alanyban egyszerre kettő és ugyanazon tekintetben ellentétes akaratnak lennie...". A monothelétizmus csírája már benne van ebben a szövegrészben, azonban két értelmezési mód is lehetséges: vagy úgy értelmezzük, hogy nem lehet Krisztusnak két ellentétes akarata, hogy csak egy akarata volt, vagy úgy, hogy az emberi akarata csupán passzív elszenvedője volt az isteni akarat irányításának. Szergiosz nem fogalmaz egyértelműen. Honorius pápa azonban a válaszlevelében hosszú fejtegetés után egyértelműbben fogalmaz: "a mi Urunk, Jézus Krisztus egy akaratát is valljuk". A monothelétizmus első egyértelmű megfogalmazása tehát alapvetően a római pápához köthető. Szergiosz örömmel vette a pápa álláspontját, hiszen a monothelétizmusban látta az elvetett monoenergizmus helyett az egyház egységének esetleges zálogát. 634-ben azonban Honorius kézhez kapta Szóphroniosz zsinati levelét, ami hatást gyakorolhatott rá, mert újabb levelet írt Szergiosznak. Ezen levél ugyan töredékesen maradt ránk, de ezen töredékekben szó sem esik a monotheléta tanításról, a pápa inkább a "két tevékenykedő természet" formulát ajánlja a konstantinápolyi patriarchának. 638-ban azonban Szergiosz és  Pürrhosz apát megfogalmaznak egy iratot, amelyet a császár segítségével ki is adnak. Ez az Ektheszisz , amely lényegében hivatalos állásponttá tette a monothelétizmust, illetve megerősítette a monoenergizmus elvetését. Még ezen évben meghalt mind Szergiosz (utódja Pürrhosz apát lett), mind Szóphroniosz, mind I. Honorius (aki sajnos ellentmondásos teológiai álláspontját nem tudta tisztázni). Pürrhosz a birodalom egész területére kiterjesztette az Ektheszisz érvényességét császári támogatással, azonban a monothelétizmus nem hozott egységet, sőt, komoly ellenfelekre talált. Maga a birodalom is azonban jelentős ellenfélre akadt: a muszlim hódítókra.

## A monothelétizmus 638-680 között
Az Ektheszisz  kiadása nem hozta el a várt egyházi egységet. A Honorius utáni római pápák (Severinus, IV. János, I. Theodorus) nem fogadták el a monothelétizmust. 641-ben ráadásul meghalt Hérakleiosz császár és trónharcok törtek ki, melyből II. Kónsztansz került ki győztesen. II. Kónsztansz (ur. 641-668) idején emelkedett igazán magasra a monothelétizmus csillaga, hiszen a császári udvar és maga a konstantinápolyi patriarchátus is ezt tekintette hivatalos álláspontjának. Ezzel párhuzamosan azonban, főleg a nyugati területeken elindult egy nagyfokú ellenállás is. A 640-es években Afrikában felbukkant egy szerzetes, egy bizonyos Maximosz, aki nyíltan kritizálta a monothelétizmus tanítását. 645-ben az afrikai exarcha, Grégoriosz támogatásával egy vita zajlott le a fővárosból felségsértés vádjával száműzött Pürrhosz és a szerzetes Maximosz között. A vita végén Pürhosz nyíltan megtagadta monotheléta álláspontját és Rómába távozott, hogy találkozzon a római pápával. 646-ban több afrikai helyi zsinat is elítélte a monothelétizmust és az Ekthesziszt. A császármi udvarban ezt lázadásként értelmezték, de nem tudtak ellene nagy erővel fellépni, hiszen az egyre előretörő muszlim hódítást igyekeztek minden lehetséges erővel lassítani és megállítani (ekkorra már olyan neves városok voltak muszlim uralom alatt, mint Jeruzsálem, Antiochia és Alexandria). Pürrhosz találkozott Rómában a pápával, aki elismerte patriarchai titulusát, azonban innen a patriarcha Ravennába távozott és újra a monothelétizmus mellé állt (a Liber Pontificalis megfogalmazása szerint: "Később visszatért a saját istentelenségére mint eb a saját okádásához").
648-ban, a vitákat érzékelve II. Kónsztansz kiadta Tüposz elnevezésű császári iratát, melyben megtiltott minden vitát akaratokról és energiákról. A rendelet túl későn született, ezzel nem lehetett megoldani a problémát, sőt, I. Márton pápa egy 649-es lateráni zsinaton az afrikai és itáliai püspökökkel együtt elítélte nemcsak az Ekthesziszt, hanem a Tüposzt is. Ez már több volt annál, mint amit a császári udvar elviselhetett, a 650-es években kemény retorziók következtek: 653-ban Rómában Theodórosz Kalliópasz ravennai exarcha letartóztatta az éppen betegeskedő I. Márton pápát és az ekkor a városban tartózkodó Maximoszt is, majd a foglyokat Konstantinápolyba szállították. I. Mártont összeesküvés és érvénytelen megválasztás vádjával állították a patriarchátus fegyelmi bírósága elé, elítélték, és száműzték a krími Kherszónba (itt halt meg 655 szeptemberében). 655-ben aztán elítélték Maximoszt is, többek között őt is összeesküvéssel vádolták. Először a Fekete-tengeri Bizüába száműzték, majd később (662-ben) újabb ítéletet hoztak ellene, levágták jobbkezét és kivágágták a nyelvét, majd a kaukázusi Lazikába száműzték, ahol még ezen évben elhunyt (ezen események nyomán nyerte el a "Hitvalló" (Confessor) elnevezést).
II. Kónsztansz császár azonban 668-ban összeesküvés áldozata lett, ugyanis Szicíliában meggyilkolták. Utódja, IV. Kónsztantinosz (ur. 668-685) jóval békülékenyebben gondolkodott az egyházi helyzetről, azonban egy ideig nem adatott neki lehetőség ezzel foglalkozni, ugyanis 674-678 között Muávija kalifa blokád alatt tartotta Konstantinápolyt. 678-ban azonban kénytelen volt felhagyni a blokáddal, a császár pedig elérkezettnek látta az időt, hogy rendezze az egyházi helyzetet. Levelet küldött Donus pápának, hogy küldjön követeket Konstantinápolyba egy teológiai konferenciára. A levelet már Donus utódja, Agatho pápa kapta meg. Miután a nyugati területek véleményét kikérte (milánói és hatfieldi zsinatok) és megbizonyosodott arról, hogy a nyugati püspökök léynegében mind elvetik a monothelétizmust, elküldte követeit Konstantinápolyba. Ezen követség lett az alapja a VI. egyetemes zsinat összeülésének.

## A III. konstantinápolyi zsinat és a monothelétizmus bukása
A zsinat 680. november 7-én ült össze Konstantinápolyban. Kezdetben csupán 43-an vettek részt rajta, a zsinat végére azonban – ha a zsinati határozat aláíróinak számát nézzük – már 174-en voltak jelen, ami még így is csupán töredéke a püspökök összességének. A zsinat 681. szeptember 16-ig tartott és 18 ülést tartottak. Egyesek előszeretettel nevezik ezt a zsinatot „levéltárazós” zsinatnak, hiszen a konstantinápolyi patriarchátus könyvtárából az idézett egyházatyák műveit és egyéb egyházi iratokat is előhozták és megvizsgálták, egyes írásokról pedig kiderítették, hogy azok hamisítványok. 
A zsinat végül elítélte Honoriust (bár később a zsinati határozatot kézhez kapó II. Leó pápa igyekezett kifejezni, hogy Honoriust nem eretnekségért ítélték el, hanem mert nem szabott gátat az eretnegségnek), valamint Szergiosz, Pürrhosz, Pál és Péter konstantinápolyi pátriárkákat, illetve Phasziszi Küroszt is, a monothelétizmus tanítását eretnekségnek nyilvánították és elfogadták a „két akarat” tanítását, melyet így fogalmaztak meg a zsinati határozatban: 
„A két természetnek (phüszisz) megfelelő akaratot (thelészisz) vagy akarást vallunk benne (ti. Krisztusban), két természetének megfelelő működéseket (energeia) elválaszthatatlanul, változás nélkül, megosztás nélkül, keveredés nélkül, ugyanúgy tanítjuk, ahogyan az atyák tanították. (…) A két természetnek megfelelő két akarat nem ellentétes, mint az istentelen eretnekek állították, hanem (Krisztus) emberi akarata engedelmes volt, nem ellenkezett, nem lázadt, inkább alávetette magát az Ő isteni és mindenható akaratának; a test akaratának alá kellett vetnie magát az isteni akaratnak.”
A monothelétizmus Szergiosz pátriárka által egyértelműen el nem döntött két értelmezése közül az egyik közelebb áll a zsinati határozathoz, ez pedig az az értelmezés, mely szerint Krisztus emberi akarata passzív volt, nem szállt szembe az isteni akarattal. A kifejezetten Hitvalló Szent Maximosz teológiájára épülő zsinati határozat azt írja, hogy Krisztus emberi természete engedelmes volt az isteni akarattal, és nem szegült szembe, még akkor sem, amikor Krisztus akaratai között láthatóan volt feszültség (lásd például Jézus gyötrődését a Gecsemáné kertjében : „Atyám! ha lehetséges, múljék el tőlem e pohár; mindazáltal ne úgy legyen amint én akarom, hanem amint te.”). Emellett fontos érv volt az is, amit Szóphroniosz már a monoenergizmussal szemben megfogalmazott: ha Krisztus emberi természetének nincs emberi akarata, akkor nem olyan emberi természetet vett fel, mint a miénk. 
A legfőbb különbség talán abban ragadható meg, hogy a monothelétizmus fentebb említett értelmezése alapvetően passzív szempontból tekinti az alárendelődést, míg a zsinati határozat és Maximosz álláspontja inkább egy aktív, tudatos engedelmeskedést feltételez.